# ميخائيل كوربي
ميخائيل كوربي (بالإنجليزية: Michael Corby)‏ هو عازف قيثارة بريطاني، ولد في 3 يوليو 1951.